# Kakao Games
Pour les articles homonymes, voir Kakao (homonymie).
Kakao Games Corp. (Hangul : 카카오 게임즈) est un éditeur de jeux vidéo sud-coréen et une filiale de Kakao, spécialisé dans le développement et la publication de jeux sur des plates-formes PC, mobiles et VR,.
Initialement connu sous le nom de Daum Games avant l'acquisition de Daum, Kakao Games est passé de la distribution de jeux uniquement en Corée du Sud. Désormais, Kakao Games distribue ses jeux dans le monde entier en Amérique du Nord, en Europe et dans d'autres régions d'Asie grâce en partie à son aspect social avec KakaoTalk. Kakao utilise le portail de jeu de Daum et le réseau social de KakaoTalk pour connecter les joueurs au sein de leurs jeux,.

## Jeux

### Daum Games
| Titre               | Développeur      | Genre  |
| ------------------- | ---------------- | ------ |
| Black Desert Online | Pearl Abyss (en) | MMORPG |

### Kakao Games

#### En ligne
| Titre               | Développeur              | Genre                  | Remarques                          |
| ------------------- | ------------------------ | ---------------------- | ---------------------------------- |
| PUBG: Battlegrounds | PUBG Corporation         | Jeu de bataille royale | Contrat d'édition depuis août 2017 |
| Path of Exile       | Grinding Gear Games (en) | Jeu de rôle d'action   | Contrat d'édition depuis mars 2019 |
| Elyon               | Bluehole                 | MMORPG                 | Accord d'édition depuis août 2019, |
| Eternal Return      | Nimble Neuron            | MOBA/Battle Royale     |                                    |
| Dysterra            | Reality MagiQ            | Jeu de rôle d'action   |                                    |
| Chrono Odyssey      | NPIXEL                   | MMORPG                 |                                    |

#### Mobile
| Titre                         | Développeur  | Genre      | Statut                          |
| ----------------------------- | ------------ | ---------- | ------------------------------- |
| Lord of Dice                  | NGEL Games   | RPG        |                                 |
| Friends Racing                | Kakao Games  | RPG        |                                 |
| Black Desert Online Mobile    | Kakao Games  | MMORPG     |                                 |
| BanG Dream! Girls Band Party! | Craft Egg    | Rythme     | Actif depuis le 6 février 2018, |
| Guardian Tales                | Kong Studios | MMORPG     |                                 |
| Moonlight Sculptor            | XL Games     | MMORPG     | En préinscription,              |
| World Flipper                 | Cygames      | Action-RPG |                                 |
| Uma Musume: Pretty Derby      | Cygames      | Simulation |                                 |
| Eversoul                      | Nineark      | RPG        |                                 |